# Podstenje
Podstenje so naselje v Občini Ilirska Bistrica.